# Gare de La Haye-HS
Ne doit pas être confondu avec gare centrale de La Haye.
La gare de La Haye-HS (en néerlandais : Den Haag HS), dite aussi La Haye Hollands Spoor (Den Haag Hollands Spoor), de son nom complet, est la plus ancienne gare ferroviaire de la ville néerlandaise de La Haye. Elle est l'une des deux principales gares de la ville avec la gare centrale de La Haye. Elle possède 6 quais et des casiers de consigne à bagage. 

## Situation ferroviaire
La gare se trouve sur la ligne d'Amsterdam à Rotterdam, dite Oude Lijn (« vieille ligne »), desservant également Haarlem, Leyde et Delft.

## Histoire

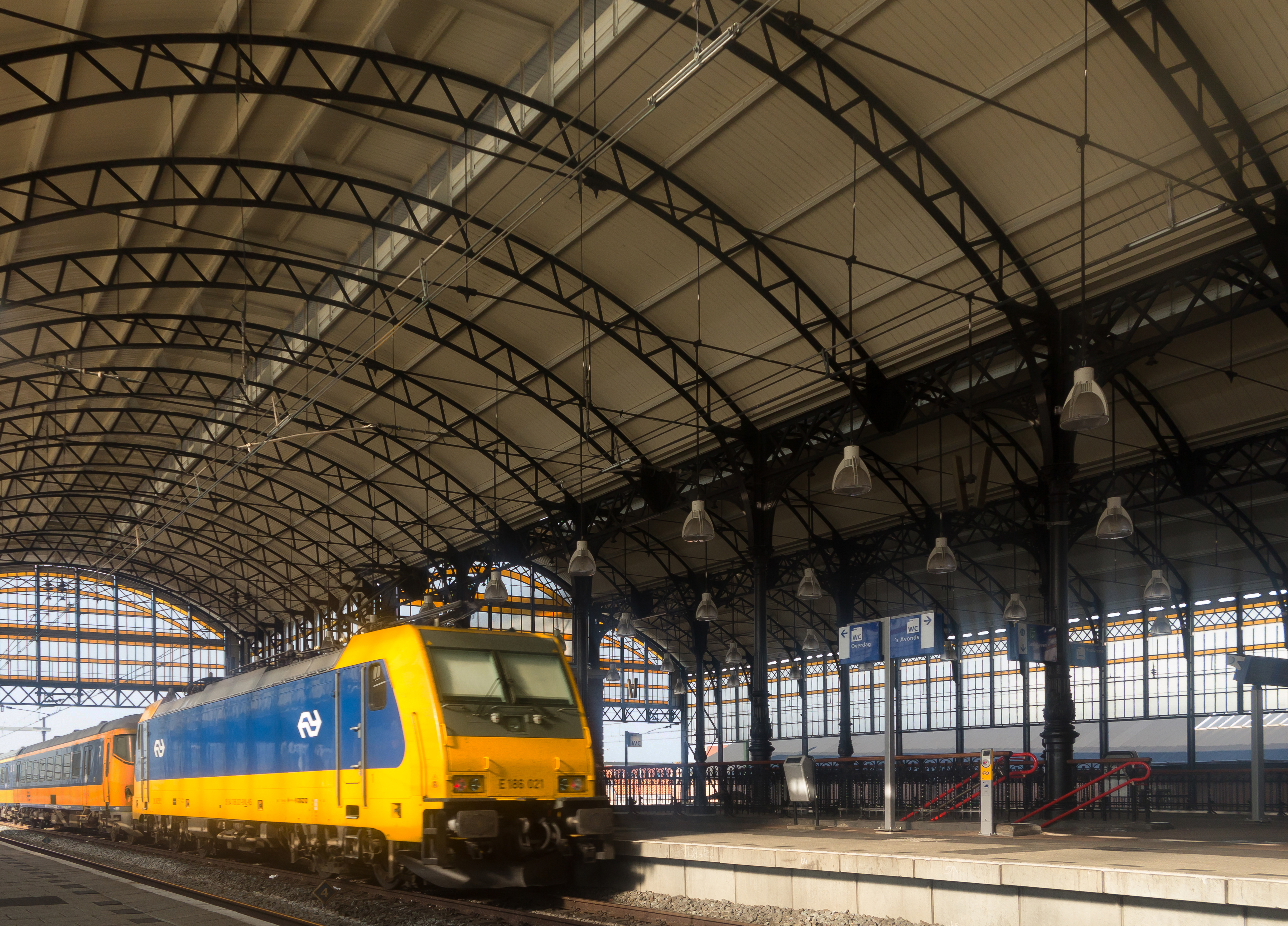
Vue intérieure de la gare de La Haye-HS, en septembre 2017.

La gare est mise en service en 6 décembre 1843 avec la plus ancienne ligne de chemin de fer des Pays-Bas entre Amsterdam et La Haye via Leyde. Le premier bâtiment voyageur construit est l'œuvre de l'architecte F.W. Conrad, pour la compagnie Hollandsche IJzeren Spoorweg-Maatschappij, l'entreprise qui donne son nom à la gare. Vers 1888, un nouveau bâtiment, de style néo-Renaissance, est mis en construction, en remplacement de la première gare, par l'architecte Dirk Antonie Nicolaas Margadant. Il est ouvert en 1891. 
Le bâtiment de 1891 est rénové en 1907. Après un nouveau chantier de rénovation à la fin des années 1980, la gare est en partie détruite par un incendie. Le bâtiment actuel est celui qui est restauré, reconstruit et mis en service au début des années 2000.

## Service des voyageurs

### Desserte
La gare est desservie par les trains grandes lignes de la société des chemins de fer néerlandais, Nederlandse Spoorwegen (NS), vers les grandes villes des Pays-Bas, notamment Amsterdam et Rotterdam. Elle est également desservie deux ou trois fois par semaine par un train de nuit Bruxelles-Midi – Anvers-Central – Rosendael – Rotterdam-Central – La Haye HS – Amsterdam-Schiphol Aéroport – Amsterdam-Central – Amersfoort-Central – Deventer – Bad Bentheim – Berlin Hbf – Dresde Hbf – Prague-Hlavni (en direction de Bruxelles, toutefois, ce train ne s'arrête ni à Schiphol ni à La Haye). Le train Benelux, par contre, ne s'arrête plus à La Haye depuis janvier 2022, date à partir de laquelle tous les trains Benelux empruntent la HSL-Zuid sur toute sa longueur.

### Intermodalité
La gare est un important nœud du réseau de transport en commun de La Haye, puisqu'elle est desservie par le tramway de La Haye, lignes : 1, 9, 11, 12, 15, 16 et 17 et les Bus de La Haye, lignes : 22, 26, 27 et 29. L'université des sciences appliquées de La Haye est située derrière la gare.